# Khardung La
Khardung La est un col situé au Ladakh, en Inde, dans la chaîne de l'Himalaya. Si l'altitude annoncée par la voirie est de 5 602 mètres, l'altitude réelle (mesure GPS et SRTM) est de 5 359 mètres. Il est considéré comme la plus haute route carrossable du monde, devant le col de Taglang La. Toutefois, au Tibet central, la route dite du Nord, au nord de Raka et au sud de Coqen, franchit le col Semo La à 5 565 mètres d'altitude.

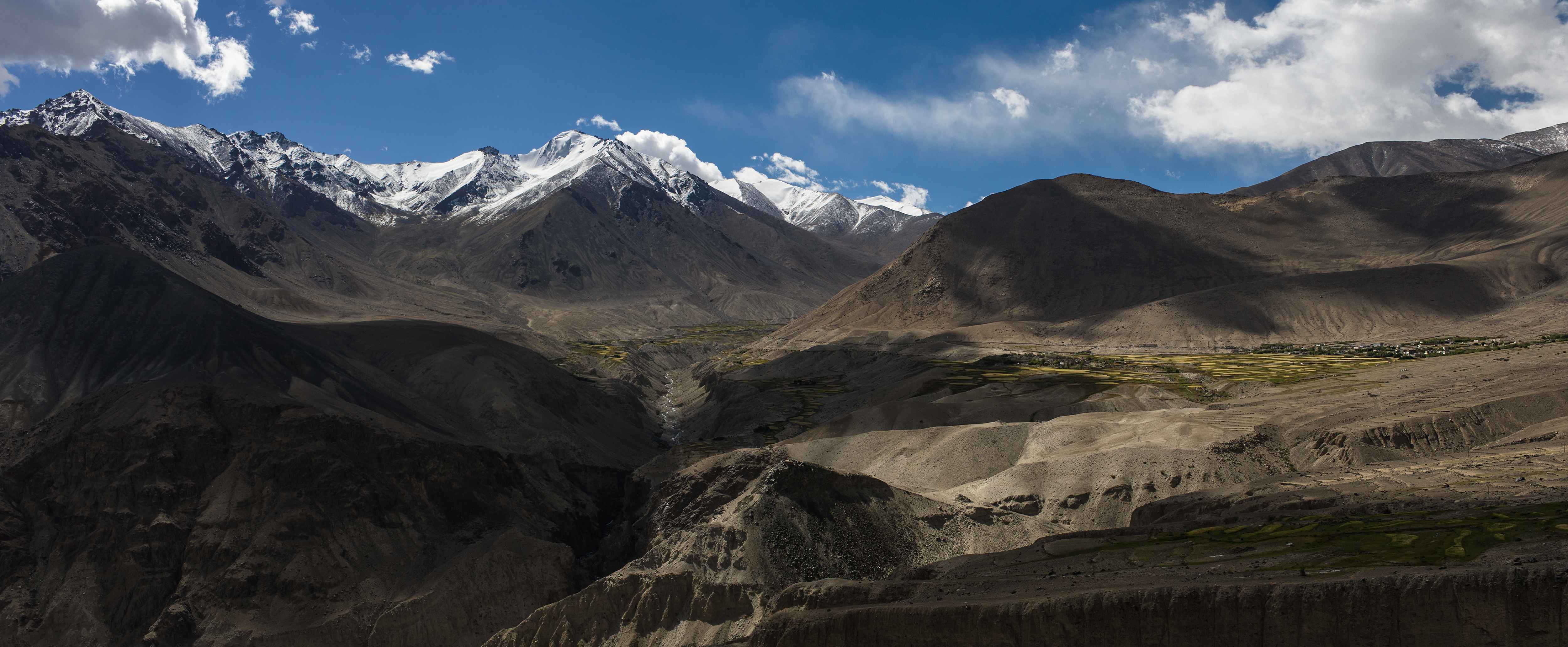
Vue du village de Khardung (à droite) à une trentaine de kilomètres au nord du col.

## Toponymie
Le mot Lā est répandu au Ladakh, où il signifie « col de montagne » en sanskrit.